# Deutsches Steuerrecht (Zeitschrift)
Deutsches Steuerrecht (DStR) ist eine im Verlag C. H. Beck in München erscheinende Zeitschrift für das deutsche Steuerrecht. Sie spielt als Fachzeitschrift für Steuerberater und Rechtsanwälte, die Finanzverwaltung und die Finanzgerichte eine bedeutende Rolle und erscheint wöchentlich.
Es gibt weitere Produkte des Verlages unter diesem Titel als Bücher, CD-ROM und Software.